# Chudów
Chudów [ˈxuduf] (Đức Chudow cũng Chutow) là một làng ở huyện Gliwicki, trong khu đô thị của Gmina Gierałtowice, ŚLĄSKIE, tại khu vực lịch sử của Silesia. Nó nằm khoảng 3 kilômét (2 mi) phía đông Gierałtowice, 12 km (7 mi) phía đông nam Gliwice và 16 km (10 mi) phía tây thủ đô Katowice của khu vực. Ngôi làng có dân số là 1.493 (tính đến năm 2012).

## Lịch sử

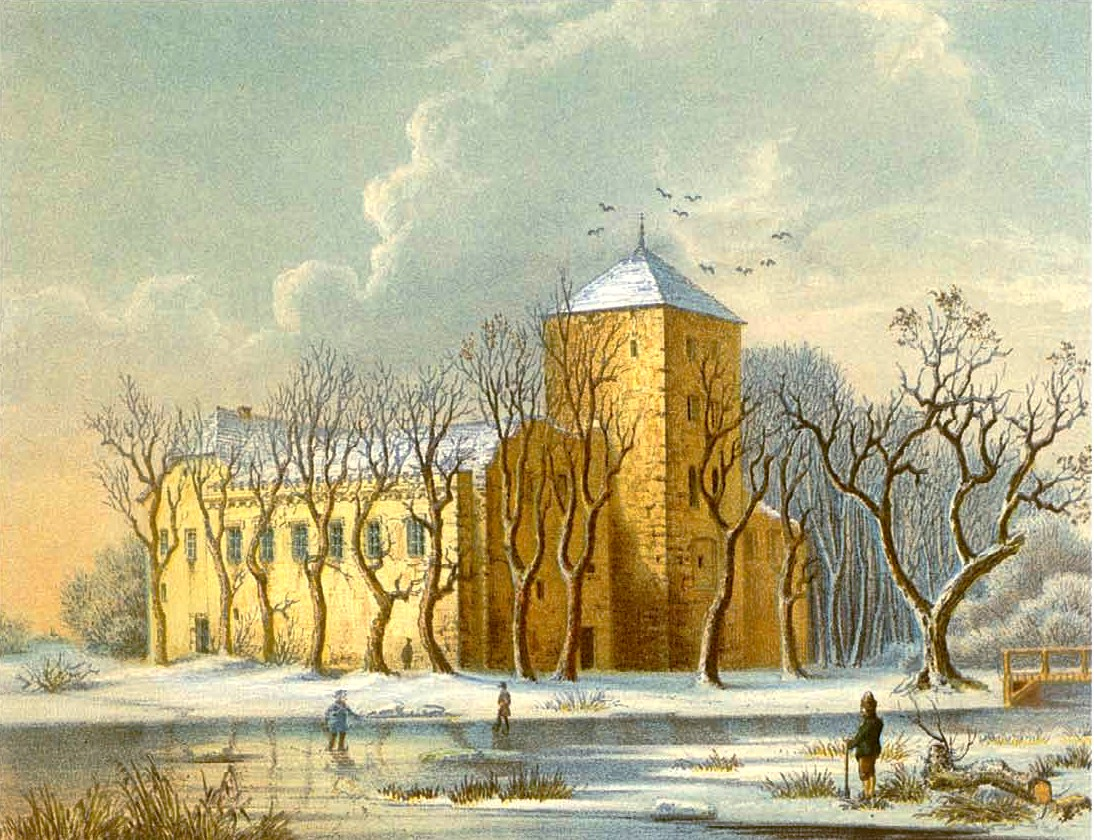
Bức họa gốc của họa sĩ Chudow (Chutow) từ thế kỷ 19 của nhà xuất bản Alexander Duncker.

Ngôi làng được đề cập lần đầu tiên vào năm 1295 khi Chudow được chứng thực trong bản thảo Latinh Liber fundationis episcopatus Vratislaviensis. Chudów là một trang viên thời trung cổ thuộc sở hữu tư nhân được mua vào năm 1532 bởi nhà quý tộc La Mã Silesian của gia đình Saszowski, người đã sở hữu trang viên Gierałtowice lân cận. Chudów nổi tiếng là một khu dân cư lâu đài thời Phục hưng từ thế kỷ 16, được xây dựng bởi nhà quý tộc và giáo sĩ John Saszowski von Glemowitz (bí danh Glemowsky ở Đức, Gierałtowski ở Ba Lan). Ngôi làng vẫn là một phần của ngôi nhà của Saszowski và là nơi cư trú của chi nhánh bí danh Glemowsky von Glemowitz (tiếng Ba Lan: Gierałtowski z Gi bếnowic) cho đến khi nó được bán vào nửa đầu thế kỷ 17. Các nguồn tin lịch sử cho biết, đây là một trong những dinh thự lâu đài tráng lệ nhất ở Upper Silesia, nơi tổ chức nhiều bữa tiệc và hoạt động săn bắn thể thao của giới quý tộc, trong thời gian sau đó thậm chí còn bao gồm nhà máy bia lâu đài và nhà trọ của riêng họ. Lối vào ban đầu của lâu đài là thông qua một cây cầu trên con hào, dẫn thẳng lên tầng hai của tòa lâu đài.
Năm 1706 chủ sở hữu mới của lâu đài là gia đình Foglarów. Sau năm 1768, lâu đài thay đổi chủ sở hữu khá thường xuyên, dần mất đi tầm quan trọng. Năm 1837, chủ sở hữu lâu đài Alexander von Bally, đã thực hiện một số công trình tái thiết kế ban đầu của lâu đài. Lâu đài bị thiệt hại nặng nề về hỏa hoạn vào năm 1875, và chủ sở hữu cuối cùng của nó đã để lại nó như một tàn tích đẹp như tranh vẽ. Bị bỏ hoang và bị hủy hoại từ cuối thế kỷ 19, chỉ có một phần của các bức tường, tháp bốn mặt và đường viền của con hào còn tồn tại cho đến ngày nay. Năm 1995, Chudów Castle Foundation mới thành lập, kể từ đó đã bắt đầu công việc phục hồi và tái thiết lâu đài. Từ năm 1966, tàn tích lâu đài được đăng ký số A / 568 được phân loại là có giá trị văn hóa quan trọng và được công nhận là đối tượng di sản văn hóa ở Ba Lan bởi Ủy ban Di sản Quốc gia Ba Lan.
Trong một tháp đã được phục hồi, có một bảo tàng nhỏ cho thấy một trong những triển lãm thú vị nhất của gốm thời trung cổ Gothic - gạch cocklestove tìm thấy ở Ba Lan, phát hiện trên cơ sở lâu đài trong công trình khôi phục và khai quật khảo cổ.
Từ năm 2000, Chudów Castle Foundation tổ chức vào tháng 8 một hội chợ thời trung cổ hàng năm cùng với sự tái hiện lịch sử của các giải đấu thời trung cổ và chiến tranh trên sân lâu đài Chudów.